# Insufflaggio
L'insufflaggio è una tecnica edilizia utilizzata per isolare sia intercapedini vuote (camere d'aria di murature verticali, controsoffitti di ogni forma, o un qualsiasi volume chiuso), sia superfici piane (superficie di un solaio di sottotetto). Rappresenta un metodo che non incide sullo spessore complessivo delle murature e che consente la coibentazione di molti edifici realizzati con una tipologia "a cassa vuota".

## Caratteristiche
L'insufflaggio del materiale isolante avviene dopo aver preparato la parete da isolare. Nello specifico vengono realizzati dei fori sulla superficie fino al raggiungimento dell'intercapedine d'aria. I fori vengono eseguiti su file sfalsate generalmente a una distanza di circa 1,5 metri l'uno dall'altro. La foratura può essere realizzata dall'esterno o dall'interno indifferentemente, a seconda della facilità d'accesso e anche nel secondo caso tutta l'operazione prevede la non disponibilità del singolo ambiente per poche ore. Una volta realizzati i fori, con una macchina per l'insufflaggio viene introdotto il materiale e una volta riempita l'intercapedine si richiudono i fori precedentemente realizzati.

## Vantaggi
L'insufflaggio offre svariati vantaggi, quali:
- ha tempi rapidi e non è invasivo
- i costi sono inferiori rispetto ad altre tecniche di isolamento;
- gli effetti sono immediati: il riscontro termoacustico avviene poco dopo la fine dei lavori;
- non sottrae spazio abitativo interno.

## Effetti nel tempo
L'effetto del costipamento dei materiali sfusi o fibrosi a bassa densità può determinare il progressivo ammassarsi del materiale nella zona bassa della parete con il conseguente peggioramento nel tempo dell'efficienza energetica della struttura. 

## Normative

### Unione Europea
La norma europea EN 14064-1 definisce per i materiali di origine minerale una "classe di assestamento", che indica quale abbassamento può avvenire nell'intercapedine nel corso del tempo. La garanzia più alta viene fornita dalla classe di assestamento S1. Un materiale da insufflaggio certificato che ha tale classe significa che dopo 25 anni dall'installazione ha un assestamento talmente ridotto da essere "non misurabile" (< 1%).

### Italia
In Italia, questa tecnica è indicata come obbligatoria anche negli interventi edilizi di semplice manutenzione ordinaria che prevedano la tinteggiatura delle facciate (vedasi, ad esempio: Regione Piemonte D.G.R. n. 46 del 4 agosto 2009).